# Мішен (Орегон)
Мішен (англ. Mission) — переписна місцевість (CDP) в США, в окрузі Уматілла штату Орегон. Населення — 960 осіб (2020).

## Географія
Мішен розташований за координатами 45°39′31″ пн. ш. 118°39′56″ зх. д. / 45.65861° пн. ш. 118.66556° зх. д. (45.658566, -118.665527).  За даними Бюро перепису населення США в 2010 році переписна місцевість мала площу 19,72 км², уся площа — суходіл.

## Демографія
Згідно з переписом 2010 року, у переписній місцевості мешкало 1037 осіб у 322 домогосподарствах у складі 239 родин. Густота населення становила 53 особи/км².  Було 363 помешкання (18/км²).
Расовий склад населення:
| - 74,8 % — корінних американців - 16,1 % — білих - 1,1 % — чорних або афроамериканців - 0,1 % — вихідців з тихоокеанських островів |

До двох чи більше рас належало 7,2 %. Частка іспаномовних становила 7,5 % від усіх жителів.
За віковим діапазоном населення розподілялося таким чином: 34,1 % — особи молодші 18 років, 58,0 % — особи у віці 18—64 років, 7,9 % — особи у віці 65 років та старші. Медіана віку мешканця становила 29,9 року. На 100 осіб жіночої статі у переписній місцевості припадало 94,6 чоловіків;  на 100 жінок у віці від 18 років та старших — 91,3 чоловіків також старших 18 років.
Середній дохід на одне домашнє господарство  становив 41 791 долар США (медіана — 27 750), а середній дохід на одну сім'ю — 47 531 долар (медіана — 30 833). За межею бідності перебувало 29,9 % осіб, у тому числі 32,1 % дітей у віці до 18 років та 20,5 % осіб у віці 65 років та старших.
Цивільне працевлаштоване населення становило 314 особи. Основні галузі зайнятості: мистецтво, розваги та відпочинок — 30,9 %, публічна адміністрація — 18,5 %, освіта, охорона здоров'я та соціальна допомога — 13,1 %, транспорт — 8,3 %.